# Buste d'Auguste avec une couronne gemmée
Le buste d'Auguste avec une couronne gemmée est une statue romaine, représentant le premier empereur romain Auguste.

## Découverte
Il fut découvert en 1889 à Rome, non loin de l'église Saints-Marcellin-et-Pierre-du-Latran, inséré en réemploi dans un mur médiéval de la via Merulana, et identifié comme une tête d'Auguste par Carlo Ludovico Visconti.

## Description
Cette sculpture d'Auguste représente l'empereur au sommet de sa gloire. Ses traits sont très fins et son expression apaisée. Sa tête est subtilement inclinée vers la droite. Une légère ride traverse le milieu de son front, et les cheveux sont légèrement orientés d'un mouvement vers la droite. La bouche est fermée. Cette sculpture est du troisième type chronologique des représentations d'Auguste classées par Dietrich Boschung (de), dont l'archétype est un buste de la collection Forbes au Musée des Beaux-Arts de Boston qui correspond à une simplification du type classique de la Prima Porta,.  
Ce buste est remarquable par la couronne liée de lemnisci et agrémentée de trois gemmes qui orne la tête de l'empereur. Longtemps, celle-ci a été considérée comme une couronne civique, avec laquelle Auguste, comme d'autres empereurs romains, est souvent représenté. En effet, la tradition figurative veut que les couronnes civiques soient en feuilles de chêne et que les couronnes triomphales soient en feuilles de laurier. Il utilise d'ailleurs celle-ci comme un symbole. Des études plus récentes, indiquent qu'il pourrait plutôt s'agir d'une couronne triomphale de feuilles de chêne, ornées d'or et de pierres précieuses. Ce symbole rappellerait alors son triple triomphe de 29 avant J.-C, qui célèbre ses victoires en Illyrie, à Actium et en Égypte.
La couronne a été également considérée comme de la myrte.

## Expositions
Cette statue a été présentée lors des expositions suivantes :
- exposition Auguste, du 18 octobre 2013 au 9 février 2014, à la Scuderie del Quirinale à Rome[9] ;
- exposition Moi, Auguste, Empereur de Rome, du 17 mars au 13 juillet 2014, au Grand Palais à Paris[9] ;
- exposition Claude, un empereur au destin singulier, de décembre 2018 à mars 2019 au Musée des Beaux-Arts de Lyon[2].